# Pokol v Buči
Pokol v Buči (ukrajinsko Бучанська різанина, latinizirano: Bučanska rizanina) je bil množični pokol ukrajinskih civilistov in vojnih ujetnikov s strani ruskih oboroženih sil med bitko za Bučo ter sledečo okupacijo mesta Buča, ki je bila del ruske invazije na Ukrajino. 
Po podatkih lokalnih oblasti so v Buči našli 458 trupel, od tega 9 otrok mlajših od 18 let. 419 žrtev je bilo ubitih z orožjem, 39 pa naj bi umrlo zaradi naravnih vzrokov morda povezanih z okupacijo. Komisar OZN za človekove pravice je dokumentiral uboje najmanj 73 civilistov, več je bilo usmrčenih po kratkem postopku. V poročilu je opisan tudi izgled trupel, ki jasno nakazuje na mučenje in spolno nasilje. Ukrajina je pokol označila za genocid in zaprosila Mednarodno kazensko sodišče, naj v okviru preiskave invazije razišče, kaj se je zgodilo v Buči, da bi ugotovila ali so bili storjeni vojni zločini ali zločini proti človeštvu.
Prvi fotografskih in video dokazi o pokolu so se pojavili po osvoboditvi Buče 1. aprila 2022, kasneje so bili objavljeni tudi satelitski posnetki z obdobja ruske okupacije, na katerih so vidna trupla. Prebivalci Buče so po ponovni vzpostavitvi ukrajinskega nadzora v pričevanjih za poboje obtožili rusko vojsko. Rusija je odgovornost zanikala in je trdila, da je Ukrajina ali ponaredila posnetke ali poboje storila sama kot del operacije pod lažno zastavo. Rusija je trdila, da so bili posnetki in fotografije trupel »uprizoritev«. Trditve Rusije so različne skupine in medijske organizacije ovrgle kot lažne.

## Ozadje
V okviru invazije na Ukrajino leta 2022 je ruska vojska v Ukrajino vstopila tudi iz Belorusije. V začetnem napadu so z ogromno kolono vozil skušali prodreti do ukrajinske prestolnice Kijev. Ruska vojska je v mesto Buča, ki predstavlja obrobje širšega območja Kijeva, vstopila 27. februarja 2022. Po podatkih ukrajinske vojaške obveščevalne službe so ruske sile, ki so zasedle Bučo, vključevale 64. motorizirano strelsko brigado, ki jo je vodil podpolkovnik Azatbek Omurbekov, del 35. združene armade.
Konec marca, pred ruskim umikom iz Kijeva, je generalna tožilka Ukrajine izjavila, da so zbrali dokaze o 2500 domnevnih primerih vojnih zločinov, ki jih je med invazijo do takrat zagrešila Rusija ter identificirali nekaj sto osumljencev. Vodja misije OZN za spremljanje človekovih pravic v Ukrajini, je izrazila zaskrbljenost glede dokumentacije civilnih žrtev, zlasti v regijah in mestih pod močnim obstreljevanjem, pri čemer je poudarila pomanjkanje elektrike in zanesljivih komunikacij.
Ukrajina je zmagala v bitki za Kijev in prisilila rusko vojsko v umik v Belorusijo. Ukrajinska vojska si je povrnila nadzor nad Bučo 1. aprila 2022.

## Poročila

### Med rusko ofenzivo
Po poročanju The Kyiv Independenta je ruska vojska 4. marca ubila tri neoborožene ukrajinske civiliste, ki so se vračali po dostavi hrane v pasje zavetišče. 5. marca okoli 7:15 so ruski vojaki streljali na avtomobila z dvema družinama, ki sta poskušali pobegniti iz mesta. V enem vozilu so ubili moškega, v drugem pa dva otroka in mamo.
Župan Buče je medijem poročal o vojnih zločinih že pred osvoboditvijo. 7. marca je razmere v mestu označil kot »nočno moro« ter v intervjuju za Associated Press povedal, da po ulicah zaradi obstreljevanja ne morejo niti pobrati trupel, ki jih že napadajo psi. V drugem intervjuju je 28. marca dejal, da je ruska vojska kriva zločinov proti človeštvu. Govoril je o načrtnem terorju nad civilnim prebivalstvom in povedal »tukaj v Buči vidimo vse grozote, katere smo poznali kot zločine nacistov med 2. svetovno vojno«.

### Po ruskem umiku
Po ruskem umiku 1. aprila 2022 so se na družbenih posnetkih pojavili prvi posnetki iz Buče, na katerih so bile vidne množične civilne žrtve. Župan Buče je dejal, da je bilo najdenih tudi »stotine« trupel ruskih vojakov. Zatem so se pojavili nadaljnji dokazi vojnih zločinov, ki so jih med okupacijo zagrešili ruski vojaki. Vojaki ukrajinske teritorialne obrambe so poročali, da so v kleti prostorov za poletne tabore otrok v vasici Zabučičja v bližini Buče našli 18 pohabljenih trupel moških, žensk in otrok. Nekatera trupla so imela odrezana ušesa in izpuljene zobe. Ukrajinska vojska je objavila posnetke mučilnice v tej kleti.
Novinarji, ki so vstopili v mesto so odkrili več kot ducat trupel ljudi v civilnih oblačilih. Župan mesta je dejal, da so vsi te posamezniki bili usmrčeni s strelom v tilnik. Trupla civilistov so ležala tudi po cestah. Ukrajinski uradniki so poročali o posiljenih ženskah, ki so bile nato usmrčene in trupla zažgana. The Kyiv Independent je objavil poročilo in fotografije o enem moškem in dveh ali treh golih ženskah pod odejo, katerih trupla so ruski vojaki pred pobegom skušali zažgati ob cesti. Objavljene fotografije kažejo, da so ruski vojaki organizirano izločili in pobili ukrajinske moške civiliste, številni so ob usmrtitvi imeli zvezane roke na hrbtu. Mnoge žrtve so bile ubite med izvajanjem svojih vsakodnevnih opravil - npr. med nošnjo nakupovalne vrečke iz trgovine
CNN, BBC, in AFP so objavili videoposnetke na katerih je vidno veliko število mrtvih civilistov na ulicah ter vrtovih Buče. Nekatera trupla imajo zvezane roke ali noge. 2. aprila je novinar AFP rekel, da je videl vsaj 20 trupel moških civilistov, ki so ležala na ulicah, dva sta imela zvezane roke. BBC je poročal o truplih, ki so bila usmrčena s streli v tilnik ter o truplih, ki jih je povozil tank. Novinar Associated Press je 5. aprila poročal o zažganih truplih na ulici v bližini otroškega igrišča, eno truplo je imelo v lobanji luknjo od krogle, eno truplo je bilo otroško. The Washington Post je poročal, da so ukrajinski preiskovalci našli dokaze o mučenju, pohabljanju, obglavljanju ter sežiganju trupel. Najmanj eno truplo je imelo nastavljeno past z mino. Prebivalci mesta, ki so sodelovali pri identifikaciji obglavljenega trupla, so rekli, da so jim opiti ruski vojaki pripovedovali o sadističnih dejanjih proti Ukrajincem.
9. aprila so ukrajinski preiskovalci začeli izkopavati trupla iz odkritih množičnih grobišč, eno se je nahajalo ob cerkvi apostola Andreja. The Human Rights Watch je 21. aprila objavil razsežne izsledke lastne preiskave, v kateri so odkrili vpletenost ruskih enot v usmrtitve po hitrem postopku, druge umore, prisilna izginotja ter mučenje. Ukrajinske preiskovalce so pozvali k ohranitvi dokazov in sodelovanjem z Mednarodnim kazenskim sodiščem z namenom okrepitve nadaljnega pregona vojnih zločinov. 24. aprila je The Guardian poročal o desetinah trupel s flešeti - kontroverznimi kinetičnimi izstrelki. Neimenovane priče iz Buče so že pred tem poročale, da je ruska vojska izstreljevala granate s flešeti, vsaka topovska granata jih ima okoli 8.000. Uporaba teh orožij v območjih s civilisti je kršitev humanitarnega prava.

### Pričevanja prebivalcev
Prebivalci in župan mesta so povedali, da so žrtve ubili ruski vojaki. Trdili so, da se je veliko preživelih skrivalo v kleteh, saj so se bali priti ven. Nekateri niso imeli dostopa do svetlobe in elektrike več tednov. Za gretje vode in kuhanje so uporabljali sveče. Na plano so prišli šele po prihodu ukrajinske vojske.
BBC in The Guardian sta poročala o pričevanjih prebivalcev Buče in bližnjih vasi Obuhoviči in Ivankiv, v katerih so navedli, da so jih ruski vojaki ob protinapadu ukrajinske vojske uporabili kot živi ščit.
The Economist je poročal o pričevanju preživelega množične usmrtitve. Ruski vojaki so ga ujeli, ko je med obstreljevanjem skupaj z gradbenimi delavci ostal ujet na kontrolni točki. Zaprti so bili v stavbi v kateri so imeli Rusi bazo. Tam so jih preiskali, pretepli in mučili. Kasneje so jih ob stavbi ustrelili. Moški je preživel, ker je bil ustreljen le v stran in se je pretvarjal, da je mrtev in kasneje pobegnil v hišo v bližini.
Za Human Rights Watch (HRW) so prebivalci Buče opisali ravnanje ruskih vojakov med okupacijo. Hodili so od vrat do vrat, zasliševali prebivalce in uničevali ter plenili njihovo lastnino. HRW je poročal o pričevanjih prebivalcev na katere so ruski vojaki streljali, ko so hoteli zapustiti svoje domove v iskanju vode in hrane. Vojaki jim niso pustili zapustiti domov kljub pomankanju osnovnih potrebščin (zaradi uničenja infrastrukture ni bilo elektrike, vode, gretja). Prebivalci so poročali, da so ruski vojaki naključno streljali v stavbe v mestu ter odtegnili zdravstveno pomoč ranjenim civilistom. Za lokalne žrtve je bil izkopano množično grobišče in ruski vojaki so izvajali izvensodne usmrtitve. Tiskovni predstavnik HRW je sporočil, da so dokumentirali najmanj en nedvoumen primer izvensodne usmrtitve 4. marca.
Po poročilu The New York Times so ruski vojaki prebivalce mesta pobijali »nepremišljeno in včasih sadistično« v »kampanji terorja«. Ruski ostrostrelci so streljali na nič hudega sluteče civiliste. Eno prebivalko so vojaki ugrabili, zaprli v klet, večkrat posilili in nato usmrtili. Skupina žensk in deklet je bila v drugi kleti zaprta in posiljevana skoraj mesec dni, devet jih je zanosilo. Po mestu je bilo najdenih več trupel prebivalcev, ki so bili usmrčeni z rokami zvezanimi na hrbtu.
Po besedah prebivalca Kijeva, ki je bil prisoten v štabu teritorialne obrambe v Buči, so ruski vojaki preverjali dokumente in pobili tiste moške, ki so se borili v vojni v Donbasu. Pobijali so tudi ljudi s tetovažami, ki so jih povezovali z desnimi političnimi skupinami ter s tetovažami ukrajinskih simbolov. Po njegovem mnenju so ruski vojaki iz Čečenije (Kadirovci) v zadnjem tednu okupacije streljali na vsakega civilista, ki so ga videli. Drugi prebivalec je poročal, da so ruski vojaki preverjali mobilne telefone civilistov ter iskali dokaze »protiruske dejavnosti« in jih nato odpeljali ali ustrelili.
Ena izmed prič je za Radio Free Europe povedala: »Rusi so sistematično pobijali ljudi. Osebno sem slišal kako se je neki ostrostrelec hvalil, da je ubil dva človeka, ki ju je videl v oknih stanovanj... Tega ni bilo treba. Ni bilo vojaškega razloga za pobijanje. Bilo je samo mučenje civilistov. Nekje so ljudi resnično mučili. Našli so jih z rokami zvezanim za hrbtom in ustreljeni v tilnik.« Lokalni prebivalci so pobijanje označili za namerno in poročali o več primerih, kjer so ostrostrelci brez razloga streljali po civilistih.
Ljudmila Denisova, takratna ukrajinska komisarka za človekove pravice, je izjavila, da so ruski vojaki spolno nasilje nad civilisti uporabljali kot orožje v »genocidu ukrajinskega ljudstva«. Poročala je, da je posebna telefonska linija za pomoč do 6. aprila 2022 prejela najmanj 25 prijav posilstev žensk in deklet iz Buče, starih od 14 do 24 let.

### Videoposnetki
The New York Times je potrdil avtentičnost videoposnetka na katerem sta dve ruski oklepni vozili streljali na civilista, ki je hodil ob kolesu. Po osvoboditvi Buče so se pojavile slike mrtvega civilista ob kolesu, ki se ujema s posnetkom drona.
19. maja je The New York Times objavil videoposnetke, ki prikazujejo ruske vojake, kako odpeljejo skupino civilistov in jih nato potisnejo na tla. Kasneje so posnetki drona na istem mestu pokazali skupino trupel. Po osvobodtvi so trupla našli na istem mestu. Videoposnetki jasno pokažejo, da so nekaj minut pred smrtjo pobiti moški bili v ruskem priporu in potrjujejo izjave očividcev. Za te umore so bili odgovorni ruski padalci.

## Število ubitih

### V mestu Buča
Po besedah župana Fedoruka je bilo največ umorov na ulicah Jablonska, Sklozavodska, Lisova in Vokzalna. Rekel je, da je najmanj 280 prebivalcev moralo biti pokopanih v množičnih grobovih. Prebivalci so morali sami pokopati še 57 trupel v drugo množično grobišče. Lokalni pogrebnik Sergij Kaplišni je povedal, da je s svojo ekipo med in po bojih zbral več kot 100 trupel (vključujoč mrtve vojake in umrle zaradi naravnih vzrokov). Pred pobegom iz Buče je najel hidravlično roko za izkop množičnega groba ob cerkvi, saj zaradi izpadov elektrike mrtvašnica ni več mogla hladiti trupel. Kasneje se je vrnil v Bučo in zbral še 13 trupel civilistov z zvezanimi rokami in ustreljenimi iz neposredne bližine. Do 4. aprila še ni bilo znano skupno število ubitih. Fedoruk je rekel, da je vsaj 300 mrtvih bilo odkritih takoj po osvoboditvi. 12. aprila je Fedoruk število popravil na 403. Podžupan Šapravski je za Reuters povedal, da je bilo 50 žrtev izvensodno usmrčenih.
Ukrajinski obrambni minister Oleksij Reznikov je dejal, da je »samo v Buči število žrtev že višje kot v Vukovarju« (med hrvaško osamosvojitveno vojno je bilo v pokolu v Vukovarju ubitih več sto hrvaških civilistov in vojnih ujetnikov).
13. aprila je BBC News poročal, da je bilo po osvoboditvi Buče odkritih najmanj 500 mrtvih. 29. junija je visoki komisar združenih narodov podokumentiral usmrtitve in nezakonite uboje vsaj 50 civilistov. Decembra 2022 se je število povečalo na 73, še dodatnih 105 pa se je preiskovalo.
8. avgusta so ukrajinske oblasti objavile število ubitih civilistov v Buči kot 458. Od tega 419 z znaki strelov, mučenja ali nasilnih poškodb, 39 iz naravnih vzrokov, ki bi pa lahko tudi bili povezani z okupacijo. 366 trupel je bilo moških, 86 žensk ter 5 neznanega spola zaradi stanja trupla. Otrok je bilo 9. 50 trupel je bilo neidentificiranih (vključuje dele teles in pepel).

### V regiji
BBC News je 16. maja 2022 poročal, da je bilo v Bučanskem rajonu med okupacijo ubitih več kot 1000 civilistov, (večina ni umrla kot posledica obstreljevanja) od katerih je bilo ustreljenih več kot 650. 13. junija 2022 so ukrajinske oblasti sporočile, da so po ruskem umiku iz Kijevske oblasti (vključuje Bučanski rajon) odkrile 1316 trupel. Na isti dan so v množičnem grobu v gozdu v bližini Buče odkrili še 7 žrtev, dve sta imeli zvezane roke na hrbtu in prestreljena kolena, kar je po mnenju lokalne policije kazalo na mučenje. Urad visokega komisarja ZN za človekove pravice je še izdal preverjene podatke o hudo poškodovanih ali uničenih najmanj 482 stanovanjskih zgradb v Buči, Irpinu in Gostomelu med 24. februarjem in 31. marcem.

### Poznane žrtve
Oleksanr Ržavski je bil kandidat na predsedniških volitvah leta 2004 in je bil ubit na svojem posestvu v Buči. Ržavski je bil znan kot proruski politik in je po letu 2014 kritiziral ukrajinsko vlado ter hvalil Vladimirja Putina. Njegova hči je povedala, da so ga dvakrat ugrabili ruski vojaki in zanj zahtevali odkupnino, dokler ga niso med pijančevanjem ustrelili. Med ubitimi v Buči je bil Vitalij Vinogradov, dekan kijevskega slovanskega evangeličanskega semenišča. V Buči je bil ubit tudi Zoreslav Zamojski, lokalni novinar.

## Vpletene ruske enote
Ukrajinski mediji so objavili imena ruskih vojakov, ki naj bi med okupacijo bili v Buči. 6. aprila 2022 je CNN citiral neimenovanega uradnika ZDA, ki je dejal, da je identifikacija enot v Buči prioriteta njihovih obveščevalnih agencij. Der Spiegel je poročal, da je nemška zvezna obveščevalna služba 6. aprila 2022 poslance v parlamentu obvestila o prestrezenih radijskih pogovorih ruskih vojakov severno od Kijeva in jih povezala z grozodejstvi v Buči. Predložila je dokaze o odgovornosti zračno-desantnih enot in enot vojske ter kasneje plačancev najemniške skupine Wagner (pod nadzorom Kremlja). Vojaki so v pogovorih razpravljali o umorih kot da niso nič posebnega. Viri, ki so slišali prisluhe so poročali, da so taka grozodejstva postala standardni element delovanja ruske vojske.
Ukrajinski aktivisti so identificirali 64. motorizirano strelsko brigado po poveljstvom podpolkovnika Azatbeka Omurbekova., del 35. armade vzhodnega vojaškega okrožja, ki je bila v Buči medtem, ko se je dogajal pokol. Različne ukrajinske skupine so to enoto identificirale z obveščevalnimi podatki odprtega tipa. Ukrajinska Pravda je navajala ukrajinsko obveščevalno službo, da je bila 64. brigada iz Buče kasneje umaknjena, da bi bila premeščena na fronto v Harkovu. Kot vključeni v okupacijo Buče in okoliških vasi sta bili identificirani še dve enoti kadirovskih Čečenov, ena izmed posebnih enot za hitro odzivanje (SOBR) in paravojaške sile za obvladovanje nemirov (OMON). 19. maja 2022 je The New York Times poročal, da so na mestu usmrtitve skupine ukrajinskih moških bili najdeni dokumenti, ki so pripadali 104. gardnemu padalskemu polku ter 234. gardnemu padalskemu polku. Preiskava Associated Press je razkrila, da je 76. zračnoprevozna divizija vodila nadzor okupacije iz baze na naslovu Jablonska ulica 144, od koder je koordinirala »čiščenje« Buče. Ukrajinske oblasti zaradi njune odgovornosti pri pokolu preganjajo njenega poveljnika generalamajorja Sergeja Čubarkina in njegovega nadrejenega generalpolkovnika Aleksandra Čajka.
da dokumenti, najdeni tam, kjer so bili usmrtili ukrajinske moške, pripadajo 104. gardnemu letalsko-jurišnemu polku in 234. gardnemu letalsko-jurišnemu polku .  Preiskava Associated Pressa je razkrila, da je 76. gardna zračno-jurišna divizija vodila ruski okupacijski štab na ulici Yablunska 144, od koder je bila koordinirana operacija čiščenja Buče. Ukrajinsko tožilstvo preganja poveljnika, generalmajorja Sergeja Čubarikina, in njegovega šefa, generalpolkovnika Aleksandra Čajka, zaradi njune odgovornosti za operacijo. 

## Preiskave

### Ukrajina
Zunanje ministrstvo Ukrajine je zahtevalo, da Mednarodno kazensko sodišče v Ukrajini pošlje preiskovalce v Bučo in druga območja Kijevske oblasti. Zunanji minister Dmitro Kuleba je k zbiranju dokazov pozval tudi druge mednarodne skupine.

### Rusija
Rusija je zahtevala posebno sejo Varnostnega sveta Združenih narodov (Rusija je ena izmed njegovih petih stalnih članic), da bi obravnavali posnetke trupel iz Buče, ki so bili po njenem mnenju »gnusno provokacijo ukrajinskih radikalcev« ter zrežirani. Aleksander Bastrikin, vodja ruskega preiskovalnega odbora, je odredil preiskavo »ukrajinske provokacije« in ukrajinske oblasti obtožil širjenja »namerno lažnih informacij« o dejanjih ruske vojske.

### Amnesty International
6. maja 2022 je Amnesty International objavil rezultate svoje preiskave pokola. Ugottovil je, da so ruske sile krive nezakonitih napadov in naklepnih umorov civilistov v Buči, Andrijivki, Zdviživki in Vorzelu. Samo v Buči je bilo potrjenih 22 različnih primerov umorov s strani ruskih sil. Amnesty International je Mednarodno kazensko sodišče pozval, naj storilce privede pred sodišče: 
Vsi odgovorni za vojne zločine bi morali odgovarjati za svoja dejanja. Pod doktrino odgovornosti poveljstva in hirearhično nadrejenih, - vključno z vojaškimi poveljniki in civilnimi vodjami kot so ministri in vodje držav - ki so vedeli oz. so imeli razlog vedeti za vojne zločine svojih sil in jih niso poskusili ustaviti ali kaznovati odgovornih, bi morali tudi odgovarjati.— Amnesty International

### The New York Times
22. decembra 2022 je The New York Times objavil rezultate svoje preiskave pokola. Osemmesečna vizualna preiskava časopisa je pokazala, da so bili storilci pokola na Jablonski ulici ruski padalci iz 234. gardnega padalskega polka (del 76. zračnoprevozne divizije), ki ga je vodil podpolkovnik Artjom Gorodilov.

## Odzivi

### Ukrajina
Zunanji minister Dmitro Kuleba je dogodke označil za »namerni masaker«. Dejal je, da je Rusija »slabša od ISIS« in da so ruske sile krive umorov, mučenja, posilstev in plenjenja. Kuleba je tudi pozval države G7, naj uvedejo dodatne »uničujoče« sankcije.
Župan Kijeva Vitalij Kličko je v intervjuju za Bild dejal, da »to, kar se je zgodilo v Buči in drugih predmestjih Kijeva, lahko označimo le kot genocid« in ruskega predsednika Vladimirja Putina obtožil vojnih zločinov. Ukrajinski predsednik Volodimir Zelenski je 4. aprila 2022 obiskal Bučo, da bi se na lastne oči prepričal o grozodejstvih.
V govoru v Varnostnem svetu Združenih narodov 5. aprila je Zelenski dejal, da je pokol »na žalost le en primer tega, kar so okupatorji počeli na našem ozemlju zadnjih 41 dni«, in da so »ruski tanki zdrobili ljudi za užitek«. Pozval je, naj Rusija odgovarja za dejanja svoje vojske in izgubi svoj stalni položaj v Varnostnem svetu, ki ga je podedovala od Sovjetske zveze.

### Mednarodne organizacije
Pokol je obsodil predsednik Evropskega sveta Charles Michel, ki je dejal, da je »pretresen nad srhljivimi podobami grozodejstev, ki jih je zagrešila [ruska] vojska v Kijevu« in obljubil, da bo EU pomagala Ukrajini in skupinam za človekove pravice pri zbiranju dokazov za uporabo na mednarodnih sodiščih. Generalni sekretar NATO Jens Stoltenberg je izrazil podobno zgroženost nad znašanjem nad civilisti.
Generalni sekretar Združenih narodov António Guterres je izrazil ogorčenost nad slikami in pozval k neodvisni preiskavi. Varnostni svet ZN se je sestal 5. aprila, da bi razpravljal o situaciji, preko video prenosa ga je nagovoril Zelenski.
7. aprila so ZDA na izrednem zasedanju Generalne skupščine ZN sprožile resolucijo o suspendiranju Rusije iz Sveta za človekove pravice, vodilnega organa ZN za človekove pravice. Resolucija je bila sprejeta, pri čemer je za predlog glasovalo 93 držav, 24 jih je bilo proti, 58 pa se jih je vzdržalo. Rusija je po Libiji 2011 druga država, ki ji je svet odvzel pravice članstva.
Zunanji ministri G7 so izdali skupno izjavo, v kateri so obsodili »grozodejstva«, ki jih je Rusija zagrešila v Buči in drugih delih Ukrajine.
Predsednica Evropske komisije Ursula von der Leyen je 8. aprila obiskala Bučo, kjer si je ogledala množična grobišča in pokol opisala kot »krut obraz Putinove vojske«. Von der Leyen je pozneje ob srečanju z Zelenskim v Kijevu predstavila dokumentacijo za začetek procesa pristopa Ukrajine k Evropski uniji in ponudila pohitritev postopka prošnje za članstvo.

### Druge države
Voditelji sosednjih evropskih držav so napad obsodili in pozvali k preiskavi grozodejstev. Estonska premierka Kaja Kallas je pokol primerjala z množičnimi poboji, ki sta jih zagrešili Sovjetska zveza in nacistična Nemčija, ter pozvala k zbiranju dokazov in privedbi storilcev na sodišče. Slovaški premier Eduard Heger je pokol primerjal z »apokalipso vojne v nekdanji Jugoslaviji«. Moldavska predsednica Maia Sandu je dogodek označila za »zločin proti človečnosti« in 4. april 2022 razglasila za dan nacionalnega žalovanja v spomin na vse Ukrajince, padle v rusko-ukrajinski vojni. Takšne obsodbe so izrazili tudi politični voditelji na Finskem, v Litvi, na Poljskem in v Turčiji.
Zaradi pokola v Buči so številne članice Evropske unije (Danska, Estonija, Francija, Nemčija, Grčija, Italija, Latvija, Litva, Portugalska, Romunija, Slovenija, Španija in Švedska) odredile izgon več kot 200 ruskih diplomatov iz njihovih držav. Takšen izgon je izvedla tudi Japonska.
Kitajski državni mediji so trdili, da je Ukrajina pokol zrežirala in ponovili različne ruske trditve ter da so za vojno odgovorne ZDA. Predstavniki Kitajske in Indije v Varnostnem svetu ZN so poročila o pokolu označili za »globoko zaskrbljujoča« in podprli pozive k mednarodnim preiskavam. Na Kitajskem so se podobno odzvali tudi na tiskovni konferenci ministrstva za zunanje zadeve, čeprav krivde za incident niso neposredno pripisali nobeni od vpletenih držav. Zavrnitvi pripisovanja krivde je sledilo ponavljanje ruskih trditev v kitajskih državnih medijih, ki trdijo, da gre za »zrežiran« dogodek.
Putinov zaveznik, beloruski predsednik Aleksander Lukašenko, je pokol v Buči označil za »napad pod lažno zastavo« in »psihološko operacijo, ki so jo izvedli britanski operativci, da bi uvedli nove sankcije proti Rusiji«, Putinu pa naj bi dal dokumente v zvezi s temi obtožbami. Kubanski državni medij Granma je prav tako trdil, da je bil incident zrežiran in je poročal, da slike iz Buče »izkrivljajo resničnost in dajejo svetu neresnično različico tega, kar se je zgodilo po umiku ruskih čet«. Medij Telesur, v lasti in upravljanju vlad Kube, Nikaragve in Venezuele, je pokol opisal kot »lažno novico«.
Ameriški predsednik Joe Biden je pozval, naj se Putinu sodi za vojne zločine. Izjavil je tud, da podpira dodatne sankcije proti Rusiji. Podobno mnenje je izrazil tudi britanski premier Boris Johnson.
Francoski predsednik Emmanuel Macron je dejanja ruske vojske označil za vojne zločine in nujnost uvedbe novih sankcij (predvsem za rusko naftno in premogovniško industrijo). Pozneje je Evropska unija napovedala dodatne sankcije proti Rusiji, vključno s prepovedjo uvoza premoga, lesa, gume, cementa, gnojil in drugih izdelkov iz Rusije. Prepoved uvoza premoga naj bi Rusijo stala 8 milijard evrov letno. Dodatne sankcije so vključevale tudi prepoved izvoza visokotehnološke opreme in tehnologije iz Evrope. Podpredsednik Evropske komisije Josep Borrell je ob napovedi sankcij izjavil, da so bile sprejete »po grozodejstvih, ki so jih zagrešile ruske oborožene sile v Buči«.

## Ruski odziv in zanikanje
Ruski zunanji minister Sergej Lavrov je pokol označil za »lažen napad« proti Rusiji in trdil, da je bil zrežiran. Trdil je, da je ruska vojska Bučo zapustila 30. marca, dokazi o pobojih pa se naj bi po njegovih besedah pojavili šele 4 dni kasneje po prihodu ukrajinske varnostne službe. Trdil je, da je župan Buče Anatolij Fedoruk 31. marca v video sporočilu povedal, da je ruska vojska zapustila mesto, domačinov pobitih po ulicah pa ni omenil. Associated Press je poročal, da je Fedoruk že 7. marca govoril o »mrtvih, ki se kopičijo v Buči«.
Ruski predstavnik v Organizaciji združenih narodov, Vasilij Nebenzja, je 4. aprila trdil, da pred umikom ruske vojske trupel v Buči ni bilo. Satelitski posnetki so trupla na ulicah posneli že 19. marca, njihov položaj se je ujemal s posnetki trupel z začetka aprila. Trdil je, da so zahodni mediji »zatrli vsa objektivna dejstva in dokaze in namesto tega širili ponaredke« ter da naj bi po poročilu The Guardian za pokol bila odgovorna ukrajinska vojska.
Ruske trditve o »uprizoritvi« pokola s strani Ukrajine so v nasprotju s satelitskimi posnetki Maxar Technologies s sredine marca. Na posnetkih Jablonske ulice je vidnih najmanj 11 »temnih predmetov v velikosti trupla«, ki so se tam pojavili med 9. in 11. marcem. Član lokalnega sveta je 1. aprila ob osvoboditvi Buče na tem mestu s telefonom posnel slike trupel, ki ležijo v identičnih položajih kot na satelitskih posnetkih. Na videoposnetku Jablonske ulice so bila še tri trupla v bližini koles in zapuščenih avtomobilov. Ta so se na satelitskih posnetkih prvič pojavila med 20. in 21. marcem. The New York Times je po analizi posnetkov zaključil, da je »bilo mnogo civilistov ubitih pred več kot tremi tedni, ko je Bučo še nadzirala ruska vojska« ter da so trditve Rusije o »uprizoritvi« lažne. Enake zaključke je objavil BBC News. Sodeč po satelitskih posnetkih se je 10. marca začel izkop množičnega grobišča. Do konca marca se je izkopano območje razširilo v približno 14m dolg jarek na juhozahodnem delu zemlje ob cerkvi.
Ruska stran zanika pokol civilistov in je tudi po objavi satetlitskih posnetkov vztrajala, da so fotografije provokacija in zrežirane ter da so ljudi streljali Ukrajinci sami.
Rusko obrambno ministrstvo je preko svojega Telegram kanala objavilo poročilo, v katerem je pisalo, da med bitko v Buči niso streljali na civiliste ter da množičnega pokola ne bi mogli prikriti. Za žrtve v množičnem grobišču so trdili, da so bile žrtve ukrajinskih letalskih napadov. Ministrstvo je trdilo, da je analiziralo posnetke mrtvih civilistov v Buči ter da se naj bi trupla na posnetkih premikala. BBC-jevo uredništvo v Moskvi je trditev o premikajočih truplih po preiskavi razglasilo za lažno.
Nizozemska preiskovalna novinarska skupina Bellingcat je poročilo BBC ocenila pozitivno ter izrazila dvome o časovnici ruskih vladnih virov.
Ruski predsednik Vladimir Putin in beloruski predsednik Aleksander Lukašenko pokol civilistov v Buči označila za »lažnega«.
Ruske oblasti in mediji so razpečevali različne izjave in teorije, ki so bile označene za dezinformacije in propagando. Nekateri primeri:
- »ruske enote so Bučo zapustile 30. marca« - te trditve neodvisni viri niso potrdili. 1. aprila je TV kanal ruskega ministrstva za obrambo poročal o delu ruskih enot na območju Buče in okolici. Ukrajinska vojska je prav tako poročala o ruskih enotah na širšem območju, vendar ni jasno če tudi v mestu samem.[174]
- »prvi dokazi so se pojavili šele četrti dan, 3. aprila«[175] - to ni res. Dopisniki BBC-ja so prišli v mesto 1. aprila,[175] istega dne so se tudi pojavile prve fotografije in posnetki trupel na ulicah.[176] 2. aprila so v mesto prišli še drugi novinarji, ki so naredili večje število posnetkov ubitih ljudi na ulicah.[177][178] Poleg tega so satelitski posnetki že med okupacijo posneli trupla na ulicah.[165] Na CNN-ovih posnetkih z dronom med 12. in 13. marcem so vidna trupla v bližini ruskih vojaških vozil.[179]
- »v enem izmed posnetkov eno truplo premakne roko, drugo pa vstane«[180] - ruski neodvisni medij Mediazona je »premik roke« identificiral kot odsev ali prasko na vetrobranskem steklu, sedečo osebo pa popačenje v vzvratnem ogledalu.[181] Pojavi so še posebno očitni med ogledom upočasnjenega posnetka.[181] Ta posnetek je bil narejen 1. aprila. BBC je dodal, da so ta trupla bila še vedno na istem mestu, ko so jih fotografirali francoski novinarji in Getty Images dva dni kasneje.[180]
- »na več fotografijah se spremeni pozicija trupel, eno truplo pa izgine« - različne fotografije so bile posnete v razmaku več dni, v tem času so začeli odstranjevati trupla, kar slike potrdijo.[174]
- »izgled trupel odstopa od tega, ki bi ga morala imeti trupla vsaj štiri dni po smrti« - te trditve izhajajo iz ruskih vladnih medijev, ki so intervjuirali ruske sodne izvedence. Trdili so, da so v izgledu trupel nedoslednosti, saj ni skladen z večdnevnim ležanjem na prostem, mdr. tudi na dežju. Kot primer so navedli »suhost« trupel, neustrezno barvo kože in odsotnost krvi. Trdili so, da so bila trupla pripeljana od drugod, kjer so bila prej hranjena v hladilnici.[182] BBC je objavil mnenje forenzičnega patologa, ki ima obširne izkušnje s preiskavami vojnih zločinov na Kosovem in Ruandi. Ta je ruske trditve zavrgel z obrazložitvijo, da po štirih dneh trupla niso več trda in da je prisotnost vidnih poškodb, krvi in barv trupla zelo odvisna od uporabljenega orožja in načina zajema fotografije.[183] Druga specialistka za forenzično medicino je obrazložila, da so v primeru izgube velike količine krvi določeni znaki na truplih zelo slabo vidni, razkroj trupel pa so še dodatno upočasnile nizke temperature v tem času (povprečno 0-5°C), zato je zaključila, da so ljudje bili ubiti najmanj teden pred zajemom fotografij.[184]
- »ruski vojaki niso izvajali nasilja nad domačini« - te navedbe zanika veliko število očividcev.[162]
- »umore so zagrešili ukrajinski neonacisti« - več ruskih medijev je priznavalo, da so se v Buči zgodili umori, vendar so za njih okrivili ukrajinske vojake, ki so v mesto vstopili po ruskem umiku. Te trditve temeljijo na posnetku vodje skupine ukrajinskih vojakov, ki razpravlja če naj streljajo na ljudi brez modrih oznak (oznaka ukrajinske vojske). Ta posnetek pa je bil posnet šele 2. aprila, po tem ko je že bil odkrit pokol.[176] Ruski mediji so še dodatno trdili, da to potrjuje prisotnost belih trakov na nekaterih truplih (simbol ruske vojske) - pobegli iz Buče so povedali, da so bili prisiljeni nositi bele trakove. Prav tako trakov niso nosila vsa trupla, niti niso bili ubiti vsi, ki so nosili bele trakove, zato med umori in trakovi ni povezav.[174]
- »južno obrobje mesta, tudi stanovanjska območja, je nepretrgoma obstreljevala ukrajinska vojska« - preiskava Meduze je zaključila, da po okupaciji Buče v mestu ni bilo aktivnih spopadov, topniško obstreljevanje je bilo redko - od 5. marca do konca meseca je NASA na območju zabeležila le 10 požarov, ki bi lahko bili posledica obstreljevanja, prav tako ni dokazov o uničenju zaradi obstreljevanja, zato ljudje niso bili ubiti zaradi spopadov.[176]
- »ukrajinska policija je vpletena v umore civilistov« - 2. aprila je ukrajinska policija poročala, da so posebne enote v Buči začele iskanje saboterjev in sodelavcev ruskih enot, zato so ruski mediji vzbujali sume o njihovi vpletenosti v umore. Trupla so bila odkrita in posneta že pred prihodom posebnih policijskih enot.[174]
- »19. marca Maxarjevi sateliti niso leteli nad Bučo« - to trditev je širil ruski dezinformacijski blog War on Fakes, ki se predstavlja kot preverjevalec dejstev. Avtorji niso uporabili ustreznih filtrov na spletni strani podjetja Maxar.[185]
- »na posnetku so ukrajinski vojaki polagali trupla za uprizoritev« - proruski profili na družbenih omrežjih so z deljenjem posnetkov na katerih ukrajinski vojaki s kabli vlečejo ubite ljudi tudi skušali pokol prikazati kot uprizorjen. Associated Press je potrdil izvor posnetkov ter dodal, da so trupla premikali s kabli, saj so sumili, da so bila minirana.[186][187]
- »Maxarjevi satelitski posnetki so bili narejeni po ruskem umiku«[162] - proruski Telegram kanal Ribar je trdil, da so satelitski posnetki z 19. marca v resnici bili posneti 1. aprila, ker naj bi bili vidni peščeni nanosi po nevihti konec marca.[188] Predstavnik podjetja Maxar je razložil, da avtorji teh trditev niso pravilno uporabili orodja za iskanje slik. Primerjave različnih satelitskih posnetkov so s pomočjo dolžine in naklona senc potrdile, da so Maxarjevi posnetki ustrezno datirani - posneti so bili 19. marca ob 11:00 po lokalnem času, kar je tudi skladno s časom preleta satelita na Bučo. Ribar je zamešal lokalni čas in Greenwiški srednji čas, zato je trdil, da se datacija posnetkov ni ujemala s časom preleta satelita.[189]
- »The Guardian je zanikal vpletenost ruske vojske v pokol civilistov v Buči« - 24. aprila je The Guardian objavil članek z rezultati forenzične preiskave o več smrtih v Buči, ki so bile posledica topov in flešet.[190] Različni proruski viri so iz tega potegnili zaključke, da je za večino smrti bilo odgovorno ukrajinsko obstreljevanje. Flešete so bile najdene v le nekaj truplih,[191] preiskava sama pa je jasno navedla, da gre za posledice ruskega obstreljevanja.[192]
- »Francoz Adrian Boke, ki se je vrnil iz Ukrajine, je govoril o vojnih zločinih polka Azov in zaigranih posnetkih v Buči« - Adrian Boke je bil del humanitarne misije. Kasneje je trdil, da ima stotine slik, ki dokazujejo njegove trditve o vojnih zločinih in Buči. Slike, ki jih je delil so pokazale le, da je bil kratek čas del humanitarne misije v Lvovu. Dokazi o vojnih zločinih ali da bi kdaj bil v Buči ne obstajajo.[193] Ena izmed njegovih slik, s katero je želel dokazati, da je bil v Kijevu, se je izkazala za lažno.[194] Trdil je, da je bil v Ukrajini osemkrat, kar so nadzorniki ukrajinske meje zanikali - v državo je vstopil petkrat, vsakič manj kot za 72 ur, zato je malo verjetno, da bi uspel priti blizu Buče. Trdil je tudi, da je v Buči bil priča bojem, kar pa ni mogoče, saj je prvič vstopil v Ukrajino 3 dni po koncu bojev.[193]

- »Trupla so v resnici lutke« - na ruski državni televiziji Rusija-24 so s posnetkom, na katerem naj bi Ukrajinci postavljali lutke, poskusili pokol prikazati kot zaigran. Prikazano gradivo je bilo v resnici posneto v studiju v Sankt Peterburgu, tamkajšnji zaposleni so potrdili da je bil posnetek v resnici iz ruske televizijske serije.[195]

Ruski portal Mash je skušal satelitske posnetke podjetja Maxar in njihovo uporabe v preiskavah prikazati kot nenevtralne, ker so stranke podjetja mdr. tudi različne ameriške vladne organizacije, vključno z ministrstvom za obrambo, in ker so zaradi ruske invazije, pri analizi katere je Maxar postal en izmed najbolj uporabljenih virov, razširili obseg svojega delovanja.
Izredni profesor Univerze v Lundu, Tomas Sniegon, je za The Conversation ruski pristop do pokola v Buči opisal kot podoben Sovjetskemu zanikanju Katinskega pokola, pri katerem so sovjetski vojaki prikrili usmrtitve tisočih Poljakov, oblasti pa so nato trdile, da ga je zagrešil Wehrmacht. Predsednik slovenske vlade Janez Janša je Bučo prav tako primerjal s Katinom.
Conflict Intelligence Team je taktiko »agresivnega zanikanja« s strani ruskih oblasti primerjal z ruskim zanikanjem vpletenosti v sestrelitev potniškega letala Boeing poleti 2014. Glavni cilj ruske informacijske kampanje je ustanovitelj CIT opisal kot prepričati ljudi, da so povsod laži, ponaredki in prevare ter da resnica ne bo nikoli znana. Zgodovinar Alexander Friedman je zanikanje pokola v Buči primerjal z zanikanjem holokavsta in Srebreniškega genocida. Po njegovem mnenju med samo vojno ne bo možno ustrezno informirati zanikovalcev pokola in lahko bo trajalo desetletja, da bodo spoznali zmoto.
Na vojaški paradi ob dnevu zmage 9. maja 2024 je bil major Boris Dudko, ki je bil namestnik poveljnika enote, ki je bila udeležena v pokolu v Buči, bil postavljen neposredno za Vladimirja Putina.

### Cenzura v Rusiji
Zaradi domnevnega razširjanje lažnih novic o dejanjih ruske vojske v Buči je ruski državni preiskovalni odbor začel »preiskavo provokacije v mestu po 3. točki 207. člena Kazenskega zakonika Ruske federacije (Javno širjenje zavestno lažnih informacij o uporabi oboroženih sil Ruske federacije)«.
Ruski novinar Ilja Krasilščik, nekdanji založnik neodvisne novičarske strani Meduza, je bil zaradi obsodbe odgovornosti ruske vojske za pokol v Buči obtožen v skladu z ruskimi zakoni o vojni cenzuri.
Ruski televizijski voditelj in pevec Maksim Galkin je ruske oblasti obtožil hinavščine in laži glede vojnih zločinov, ki so jih zagrešili ruski vojaki v Buči.
9. decembra 2022 je moskovsko sodišče obsodilo ruskega opozicijskega politika Iljo Jašina na osem let in šest mesecev zapora zaradi njegove obsodbe pokola v Buči za katerega je okrivil rusko vojsko. Obtožen je bil »širjenja lažnih informacij« o vojski.
Ruske oblasti so sprožile kazenski postopek proti rusko-ameriški novinarki Mashi Gessen. Obtožena je bila širjenja »lažnih informacij« o dejanjih ruske vojske v Ukrajini.

### Komentarji na družbenih omrežjih
Analizo treh ruskih nacionalističnih Telegram kanalov z več deset tisoč naročniki, ki so se odzvali na novice o pokolu, je poročala, da je 144 komentarjev (skoraj polovica) v prvih 48 urah zahtevala še večje nasilje ruske vojske. Komentarji so vzpodbujali etnično motivirano nasilje proti Ukrajincem ter genocid. Študija je komentarje opisala kot »sporočila so združila verske reference, ekstremno homofobijo, prikrit rasizem, pozive k nasilju in opis Ukrajincev kot "oboleli"« Med časom od prvih novic in do konca aprila so komentarji postali še bolj skrajni ter pozivali k večjemu sadizmu, množičnim posilstvom, prostituciji ukrajinskih ujetnikov ter množičnim pobojem. Moderatorka enega izmed teh kanalov, Julija Vitjazeva, je branilce Mariupola primerjala s ščurki ter izjavila, da jih ni potrebno pobijati s plinom, saj obstajajo »preprostejši in cenejši« načini.
Na Telegram kanalih se je tudi začela prodaja majic s črkama »Z« in »V« (simbola, ki sta označevala vozila ruske vojske) ter s sloganom »Pokol v Buči: lahko ga storimo spet.«

## Galerija
- Volodimir Zelensku v Buči po osvoboditvi, 4. april 2022
- Protestniki v Nemčiji pozivajo k sojenju Putinu v Haagu zaradi pokola v Buči
- Protestnik pred rusko ambasado na Poljskem Putina krivi za pokol v Buči